# Forastero en tierra extraña
Forastero en tierra extraña (título original en inglés: Stranger in a Strange Land) es una novela de Robert A. Heinlein escrita en 1961. En su publicación fue un escándalo por la forma de concebir las relaciones sexuales que se desprendían de la novela. Más tarde se convirtió en un enorme éxito y referente de la contracultura de la época. En la novela, Valentin Michael Smith es un joven humano, hijo de los primeros exploradores enviados a Marte, educado por una sociedad marciana. Cuando vuelve a su planeta, los conflictos no se harán esperar.
En la primera publicación de 1961, se suprimieron muchas páginas (unas 60.000 palabras) por exigencias de los editores. Cuando Heinlein murió, su mujer tuvo que renovar el copyright. En ese momento descubrió la versión original, que nadie recordaba ya, y que se publicó completa en 1991. Los críticos discrepan sobre qué versión es mejor.
Forastero en tierra extraña es citado en ocasiones como la fuente de la primera descripción de una cama de agua. En realidad, esta es un invento que se realizó en el mundo real en 1968. Cuando su inventor Charles Hall presentó una patente esta le fue rechazada basándose en que el diseño básico aparecía en una novela anterior de Heinlein Estrella doble.

## Argumento
La primera expedición de la nave Envoy al planeta Marte fue un fracaso. Se enviaron 4 matrimonios, perfectamente compatibles entre ellos, con la misión de colonizar el planeta. Sin embargo, al poco de llegar todos ellos estaban muertos. Cuando la Champion es enviada 18 años después al planeta rojo para averiguar lo ocurrido encuentra supervivientes. Pero no uno de los exploradores originales, sino el fruto de una unión adúltera.
Cuando Michael Smith es llevado a la Tierra prácticamente no entiende nada. Su universo, su forma de ver las cosas es completamente marciano, pero se encuentra en medio de un ambiente  extraño y abrumador, víctima de una conspiración que no entiende. Por una parte es más que millonario, por la otra, y en virtud de una absurda norma legal, la resolución Larkin, él mismo es dueño del planeta Marte.
Cuando llega a la Tierra, Michael es encerrado en un hospital militar, donde está sometido a férrea vigilancia. Sin embargo, un periodista curioso, Ben Caxton, convence a Jillian Boardman (quien trabaja como enfermera en el hospital) para que le ayude. Cuando Ben desaparece (engullido por la conspiración), Jill decide llevar a Michael al único sitio en el que le pueden ayudar: la casa de Jubal Harshaw.
Jubal Harshaw es un escritor de unos 60 años, parcialmente retirado, que vive en una casa grande con tres jovencitas que actúan como secretarias, y un par de muchachos que le hacen las tareas más duras de mantenimiento. Es un hedonista que tiene suficiente dinero para no preocuparse de él, y un individualista convencido. Además es abogado y médico, lo que lo hace una persona difícilmente atropellable. Harshaw se encuentra con la patata caliente en las manos y hace lo posible por desactivar el complot. Consigue crear una conferencia de alcance mundial, donde el Hombre de Marte es presentado en sociedad, y allí se asegura de desactivar el poder que podría perjudicar al chico. Y aquí, donde podría acabar el libro es donde comienzan sus problemas.
Michael quiere enseñar a la humanidad que las cosas que él puede hacer no son nada extrañas, que cualquiera puede hacerlas con el adecuado entrenamiento. Después de varias vicisitudes descubre que la gente no lo aceptará, a no ser que lo disfrace de algo conocido. Y crea una religión. Esta religión no cree en la propiedad personal, sino en la del grupo, y esto se extiende a todo (incluyendo las relaciones sexuales). Esto escandaliza al resto de iglesias del mundo, que deciden acabar con él. Pero desmaterializarse no es realmente un problema para Michael, ya que como él dice «es sólo sacar a un jugador fuera del terreno de juego». Por lo tanto, cuando es ejecutado públicamente por una multitud enfurecida, es solo otro principio.

## Trascendencia y análisis temático
A pesar de ser una novela con contenidos éticos y sociales muy innovadores y avanzados para su época, y al cuidado estilo en la construcción del argumento y las ideas, es una novela relativamente poco conocida en el idioma español. La resistencia inicial al cúmulo de ideas y propuestas sociales que hace el autor a través de su protagonistas, evidencian la radicalidad o novedad de su posición ética, erótica, religiosa y sociopolítica, entre otras, pues para la época fue demasiado para ser aceptada. 
Ética:
Hay diversos temas puestos sobre la mesa a lo largo de la novela, como la muerte, las decisiones personales, lo bueno y lo malo y la necesidad de los actos sin importar su valor ético. Un ejemplo claro de ello es la tradición de los marcianos, seguida por Michael Smith, de devorar a sus amigos a su muerte y a todos aquellos que fueron preciados. 
Sexualidad y erotismo:
Las diferentes concepciones de la sexualidad que se entrecruzan en la novela son muy particulares y entran en conflicto constantemente con la sostenida por una sociedad occidental con una moralidad aproximada de mediados del siglo XX. La más resaltable es, por su puesto, la de Michael Smith, quien descubre por primera vez la sexualidad y el erotismo en la raza humana, pues entre los marcianos no existía tal cosa; sin embargo, hay una gran variedad de posiciones vitales acerca de este tema que se van entrecruzando en la novela, como aquella del doctor Jubal, cosmopolita y gran liberal para su época y de quien Michael afirma es el terrícola que más comprende sus posiciones y está más cercano a entender la realidad marciana.

## Ediciones
Ediciones originales
- 1961 Stranger in a strange land. Putnam: 408 págs. New York
- 1991 Stranger in a strange land. Putnam: 525 págs. New York ISBN 0-399-13586-3 (Ed. póstuma según el manuscrito, por Virginia Heinlein)

Ediciones en español
Según la primera edición:
- 1968 Ediciones Géminis, S.A. Ciencia Ficción, 3: 556 págs. Barcelona
- 1976 Ediciones Dronte Argentina. Nueva Dimensión, Extra 10: 400 págs. Buenos Aires
- 1981 Mundo Actual de Ediciones, S.A., Discolibro, 3464: 513 págs. Barcelona ISBN 84-7454-144-1
- 1981 Ediciones Adiax, S.A. Fénix: 513 págs. Barcelona ISBN 84-85963-10-5
- 1986 Ediciones Orbis, S.A., Biblioteca de Ciencia Ficción, 66 y 67: 513 págs. Barcelona ISBN 84-7634-631-X
- 1986 Hyspamérica Ediciones Argentina, S.A., Biblioteca de Ciencia Ficción "serie azul", 58 y 59: 513 págs. Buenos Aires ISBN 950-614-540-7

Según el manuscrito original (editado en 1991 por su viuda):
- 1991 Ediciones Destino, Cronos, 15: 720 págs. Barcelona ISBN 84-233-2065-0
- 1996 Plaza & Janés Editores S.A., Los «Jet» de P & J, 315: 878 págs. Barcelona ISBN 84-01-46315-7
- 1998 Círculo de Lectores, S.A., 36962: 716 págs. Barcelona ISBN 84-226-7260-X